# انقراض

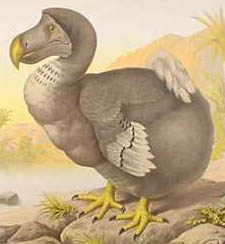
طائر الدودو والذي يعد مثالا على الانقراض الذي حدث مؤخرا

الانقراض في علم الأحياء، هو نهاية وجود كائنٍ حيّ ما أو مجموعة من الكائنات الحية (الأنواع). تُعتبر لحظة موت آخر أفراد النّوع هي لحظة الانقراض عمومًا، على الرغم أنّه من الممكن أن يفقد أفراد هذا النوع القدرة على التكاثر والشفاء قبل تلك اللحظة. يُعدّ تحديدُ هذه اللّحظة أمراً صعباً نظرًا لضخامة النطاق المحتمل لأماكن انتشار هذه الأنواع، وعادة ما يتمّ بأثر رجعيّ. تؤدّي هذه الصعوبة إلى ظواهر مثل ظاهرة «تصنيف لازاروس lazarus taxa»، حيث تظهر فصيلة يفترض أنّها انقرضت فجأة (عادةً في السجل الأحفوري) بعد فترة من الغياب الواضح.
أكثر من 99 في المئة من جميع الأنواع التي عاشت على الأرض على الإطلاق -التي تصل إلى أكثر من خمسة مليارات نوع- اختفت من الوجود. تتراوح تقديرات عدد الأنواع الموجودة حاليّاً على كوكب الأرض بين 10 ملايين و 14 مليون نوع،  تمّ توثيق 1.2 مليون منها فقط، أي أكثر من 86% من الأنواع الموجودة على الأرض لم يتمّ توثيقها بعد. في عام 2016، نشر مجموعة من العلماء تقريراً أكّدوا فيه أنّ عددَ الأنواعِ التي عاشت على الكرة الأرضيّة منذ بدء الحياة عليها أكثر من تريليون نوع، ولا تتجاوز نسبةِ الموثّق منها الواحد في المئة ألف.

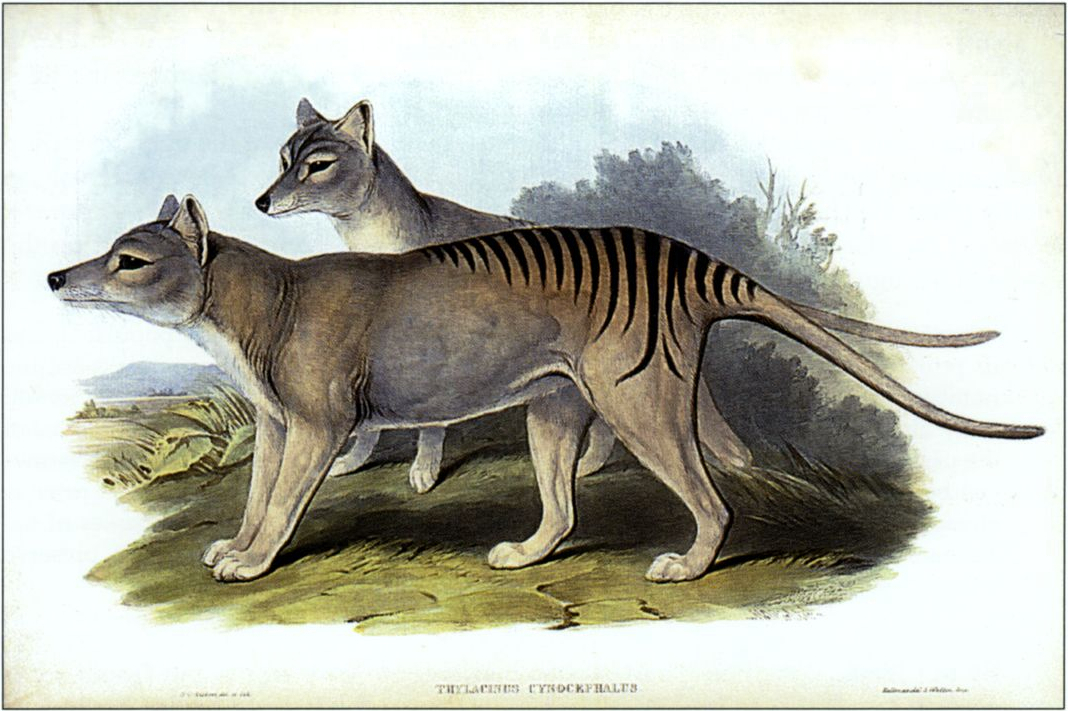
يعتبر النمر التسماني مثالاََ على الأنواع المنقرضة.

خلال التطور، تنشأ الأنواع الجديدة من خلال عملية (الانتواع أو التَشَكّل التطوريّ لنَوْعٍ جَديد، speciation) -، حيث تنشأ أنواع جديدة من الكائنات الحية وتزدهر عندما تكون قادرة على إيجاد واستثمار بيئة ايكولوجيّة، وتنقرض الأنواع عندما لا تعود قادرةً على البقاء في ظروف متغيّرة، أو على الاستمرار ضدّ منافسةٍ متفوّقة. تمّ توطيد العلاقة بين الحيوانات وبيئاتها الإيكولوجيّة. ينقرض النّوع النمطيّ بشكلٍ عام في غضون 10 ملايين عام من أوّلِ ظهور له،  على الرغم من أنّ بعض الأنواع -التي تسمى الأحافير الحية living fossils- تعيش بدون أي تغيير صرفي (موروفولوجي) لمئات الملايين من السنين.
تُعَدّ الانقراضات الجماعية أحداثاً نادرةً نسبيّاً. وبالمقابل، فإنّ الانقراضات المنفردة شائعة جدًا. لم يتمّ البدء بتوثيق حالات الانقراض إلّا مؤخّرًا، وازداد بعدها قلقُ العلماء من المعدّل الحالي للانقراض. لم يتمّ توثيق معظم الأنواع المنقرضة. يقدّر بعض العلماء أن ما يصل إلى نصف الأنواع النباتيّة والحيوانيّة الموجودة حاليًا، قد تنقرض بحلول عام 2100. أشار تقرير نُشرَ عام 2018 إلى أنّ ما يزيد عن 300 نوع ثديي سلاليّ قد مُحي خلال الحقبة البشريّة، وسيتطلّب الأمر من العصر الحديث الأقرب من 5 إلى 7 ملايين سنة ليعود لوضعه.
يشير رمز الخنجر (†) الموضوع بجوار اسم النوع أو الأصنوفة عادةً إلى وضعه كنوع منقرض.

## التعريف

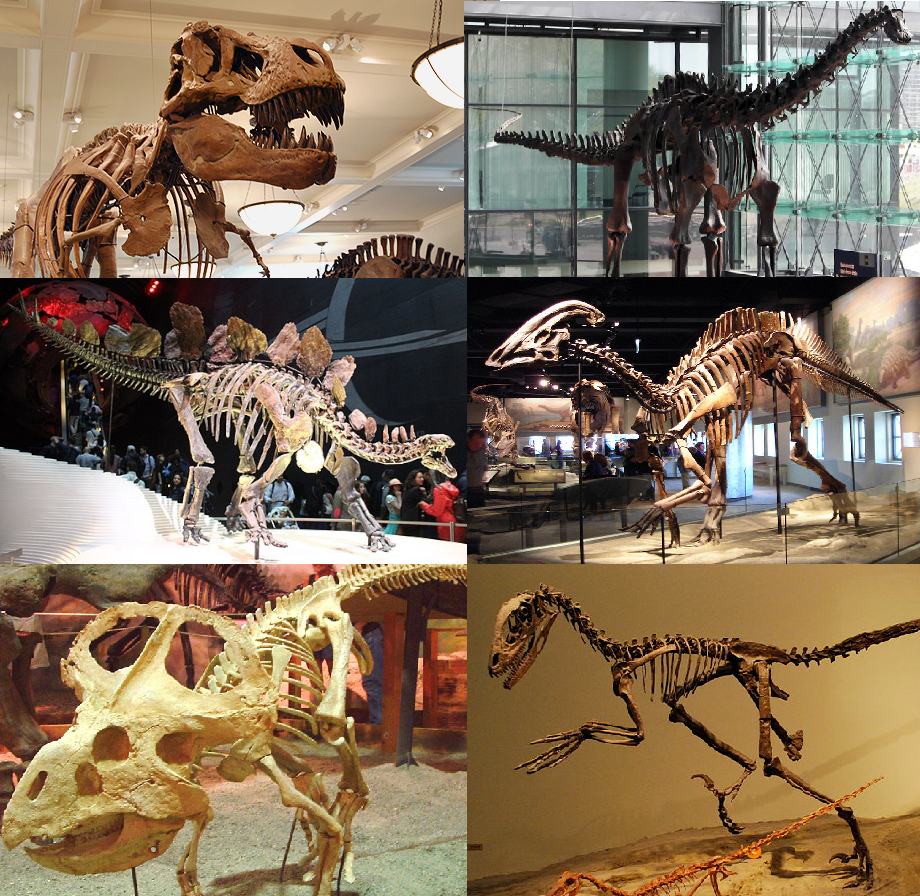
هيكل عظمي لمختلف الديناصورات المنقرضة.

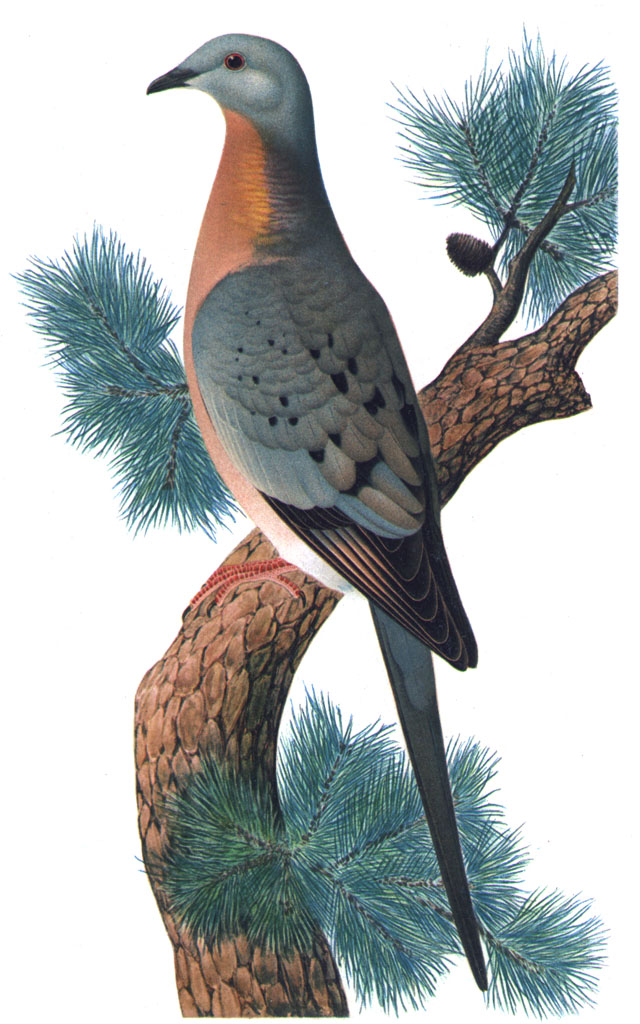
تم اصطياد الحمام الزاجل، وهي واحدة من مئات الأنواع من الطيور المنقرضة ، على مدى عقود قليلة.

ينقرض النوع عند موتِ آخرِ عضوٍ موجودٍ منه. وبالتالي يصبح الانقراض يقينيّاً عند انعدام وجود أفراد باقون قادرون على التكاثر وإنشاء جيلٍ جديد. قد ينقرض النوع من الناحية الوظيفيّة عندما تنجو حفنةٌ من الأفراد فقط، لكنّها غير قادرة على التكاثر بسبب سوء الحالة الصحية والعمر، وانتشارها في مساحات متباعدة أو نقص الأفراد من الجنسين (في الأنواع التي تتكاثر عن طريق الاتصال الجنسي) أو لأسباب أخرى.
يتطلب التحديد الدقيق للانقراض (أو الانقراض غير الكامل الذي يعني انقراض النوع بالكامل مع بقاء أشكال سلالات معدّلة منه) لأحدِ الأنواع تعريفًا واضحًا لتلك الأنواع. في حال تمّ الإعلان عن انقراضها، فيجب أن تكون الأنواع المعنيّة قابلة للتمييز بشكل فريد عن أي نوع من الأنواع السلف، أو الأنواع الفرعيّة وأي نوع آخر ذي صلة وثيقة. يلعب انقراض الأنواع (أو الاستعاضة عنها بنوع فرعي) دورًا رئيسيًا في فرضية التوازن النقطي فرضية التوازن المتقطع لستيفن جاي جولد ونيلز إلدريدج.
غالبًا ما يتم استخدام مصطلح الانقراض بشكل غير رسميٍّ في علمِ البيئة للإشارةِ إلى الانقراض المحليّ، حيث ينتهي وجود النوع في منطقة الدراسة المختارة، ولكنّه قد يبقى موجودًا في مكان آخر. وتعرف هذه الظاهرة بالاستئصال (extirpation). من الممكن أن يُتبع الانقراض المحلّي بنقل أفراد نفس النوع المنقرض محليّاً من مناطق أخرى إلى المنطقة التي حصل فيها الانقراض، وإعادة استقدام الذئب خيرُ مثالٍ على هذا. يطلق على الأنواع التي لم تنقرض بعد اسم «الأنواع الموجودة». ويشارُ إلى الأنواع الموجودة ولكنّها تواجه خطر الانقراض صفة «أنواع مهددّة أو معرّضة للانقراض».
تعتبر محاولات الإنسان للحفاظِ على الأنواعِ المهدّدة بالانقراض أحد الجوانب المهمّة لظاهرة الانقراض حاليّاً، وتنعكس هذه المحاولات من خلال إنشاء حالة الحفظ «أنواع منقرضة في البرّيّة» (EW). ليس من المعلوم إذا كان للأنواع المدرجة في هذا الوضع من قِبل الاتحاد الدولي لحفظ الطبيعة (IUCN) أي عيّنات حيّة في البرية، ولا يتمّ الاحتفاظ بها إلا في حدائق الحيوان أو البيئات الاصطناعية الأخرى. بعض هذه الأنواع انقرضت وظيفيّاً، لأنها لم تعد جزءاً من بيئتها الطبيعية، وعودتها إلى البرّيّة أمر غير مرجّح. تحاول مؤسسات علم الحيوان الحديثة -عند الإمكان- الحفاظ على مجموعة قابلة للحياة من أجل الحفاظ على الأنواع وإعادة إدخالها في المستقبل إلى الحياة البرّيّة، من خلال استخدام برامج التربية المخطّط لها بعناية.
انقرضت بعض الأنواع وظيفيًا، لأنها لم تعد جزءًا من موطنها الطبيعي ومن غير المرجح أن يتم استعادة الأنواع إلى البرية.[بحاجة لمصدر] عندما يكون ذلك ممكنًا، تحاول مؤسسات علم الحيوان الحديثة الحفاظ على مجموعة قابلة للحياة للحفاظ على الأنواع وإمكانية إعادة إدخالها في المستقبل إلى البرية، من خلال استخدام برامج التربية المخطط لها بعناية. يمكن أن يكون لانقراض العشائر البرية لنوع واحد آثار غير مباشرة، مما يؤدي إلى مزيد من الانقراضات. وتسمى هذه أيضًا «سلاسل الانقراض». هذا أمر شائع بشكل خاص مع انقراض الأنواع الأساسية.
أشارت دراسة أجريت عام 2018 إلى أن الانقراض الجماعي السادس الذي بدأ في أواخر العصر الجليدي قد يستغرق ما يصل إلى 5 إلى 7 ملايين سنة لاستعادة 2.5 مليار سنة من التنوع الفريد للثدييات إلى ما كان عليه قبل عصر الإنسان.

### الانقراض الزائف
يُطلق على انقراض الأنواع الأم التي لا تزال الأنواع أو السلالات البنت موجودة فيها، الانقراض الزائف أو الانقراض النمطي. بشكل فعال، فإن الصنف القديم يتلاشى، ويتحول (التخدير) إلى خليفة، أو ينقسم إلى أكثر من واحد (التكاثر).
يصعب إثبات الانقراض الكاذب ما لم يكن لدى المرء سلسلة قوية من الأدلة التي تربط بين الأنواع الحية وأعضاء الأنواع الموجودة مسبقًا. على سبيل المثال، يُزعم أحيانًا أن هيراكوتيريوم المنقرض، والذي كان حصانًا مبكرًا يشترك في سلف مشترك مع الحصان الحديث، هو منقرض كاذب، وليس منقرضًا، لأن هناك العديد من الأنواع الموجودة من ايكوس، بما في ذلك الحمار الوحشي والحمار؛ ومع ذلك، نظرًا لأن الأنواع الأحفورية عادة لا تترك أي مادة وراثية وراءها، لا يمكن للمرء أن يقول ما إذا كان هيراكوتيلايوم قد تطور إلى أنواع خيول أكثر حداثة أو تطور فقط من سلف مشترك مع الخيول الحديثة. إن التمديد الزائف أسهل بكثير في إظهار المجموعات التصنيفية الأكبر.

### أصناف لازاروس
يعتبر الكولاكانث، وهو سمكة مرتبطة بالسمك الرئوي ورباعي الزعانف، منقرضًا منذ نهاية العصر الطباشيري. ولكن في عام 1938، تم العثور على عينة حية قبالة نهر تشالومنا (الآن تيولومنكا) على الساحل الشرقي لجنوب إفريقيا.اكتشفت أمينة المتحف مارجوري كورتيناي لاتيمر هذه الأسماك من بين ما تم صيده من سفينة صيد محلية يديرها النقيب هندريك جوسين، في 23 ديسمبر 1938. أكد أستاذ الكيمياء المحلي، جيمس سميث، أهمية الأسماك من خلال كابل مشهور: «الهيكل الأكثر أهمية والخياشيم = السمك الموصوف».
تشمل الانقراضات الحديثة أو المفترضة للأنواع التي قد يتبين أنها لا تزال موجودة، النمور التسمانية، أو النمر التسماني (Thylacinus cynocephalus)، والتي مات آخر مثال معروف منها في حديقة حيوان هوبارت في تسمانيا في عام 1936؛ الذئب الياباني، شوهد آخر مرة منذ أكثر من 100 عام؛ نقار الخشب الأمريكي ذو المنقار العاجي (Campephilus Principis)، مع آخر مشاهدة مقبولة عالميًا في عام 1944؛ والكروان نحيف المنقار (Numenius tenuirostris)، الذي لم يُشاهد منذ عام 2007.

## أسباب الانقراض

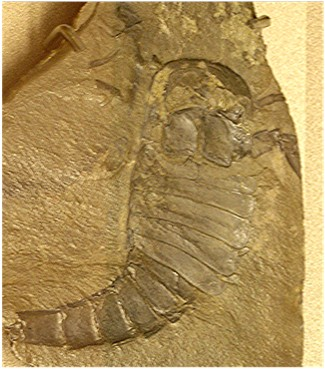
المستحثات تعطي مثالاً محسوساً لفصائل انقرضت منذ ملايين السنين

من بين مئات الفرضيات عن أسباب حدوثها، أنها وقعت بسبب التنافس بين الثدييات أو الأوبئة، أو بسبب حساسية الأحياء للنباتات الزهرية التي تظهر حديثا أو بسبب حبوب لقاحها، إلا أن هذه الفرضيات لا تفي بتوضيح كل أحداث وأشكال الانقراضات التي حدثت، لأنها وقعت لكائنات حية كانت تعيش فوق البر أو بالبحر، مما يوحي بأن ثمة حادثا عرضيا قد وقع وأثر على البيئة العالمية.
وضرب العلماء مثلا بالمذنب الذي ضرب الأرض منذ 65 مليون سنة، وخلف وراء ارتطامه بشبه جزيرة ياكوتان بالمكسيك سحابة ترابية حجبت الشمس عن الأرض لمدة 6 أشهر، مما أوقف التمثيل الضوئي للنباتات فوقها وماتت لهذا معظم النباتات، فلم تجد الحيوانات ما تأكله من نباتات أو حيوانات كانت تعيش عليها، فنفق معظمها. ومن بينها الديناصورات العشبية أو آكلة اللحوم، ولم يعش سوى الحيوانات الصغيرة الرملية، كالحشرات والديدان التي أمكنها العيش علي الحيوانات النافقة أو مواد النباتات الميتة لهذا نجت.
لكن المعارضين لنظرية ضرب الأرض بأجسام فضائية يقولون بأن البيئة يمكنها بسهولة تخطي هذا التأثير، ولاسيما وأن الحفريات في رسوبيات شرق مونتانا بشمال غرب داكوتا وعمرها 2.2 مليون سنة، تبين أن الديناصورات كانت تعيش هناك، وقد طمرت رواسب الفيضانات الكاسحة عظام هذه الديناصورات التي أظهرت أن اندثارها كان تدريجيا خلال عدة ملايين من السنين بالعصر الطباشيري. وقد قام العلماء بفحص قطاعات طولية في هذه الرسوبيات من أسفل لأعلى فوجدوا 2000 حفرية ديناصورية، وكل عظمة ترجع إلى فصيلة من الديناصورات سواء أكانت آكلة للعشب أو اللحوم.
كما يقال أن من بين هذه الأسباب التي أدت إلى الانقراضات الجماعية عوامل كارثية، كنظرية ضرب المذنبات أو بيئيّة كالبراكين أو جليدية كما في العصور الجليدية أو لتغير معدل الأوكسجين أو الملوحة بالمحيطات أو لتغير المناخ العالمي. ورغم منطقية ومعقولية هذه الأسباب إلا أنها لاتقدم تأكيدات قاطعة، لأنها فرضيات استنتاجية أو تخمينية رغم أن هذه الأسباب ليست مؤكدة أو معلومة لدينا، لأنه ليس من السهل قتل أحياء أو كائنات إحيائية كثيرة وعلى نطاق واسع إلا من خلال كارثة شاملة وكاسحة. وقد اجتاح الأرض انقراض كبير منذ 11 ألف سنة بسبب استمرار العصر الجليدي الأخير الذي قضى علي ثلثي الأحياء بشمال أمريكا وبقية القارات، وهذا العصر الجليدي لم ينحسر بعد من القطبين. لكن ثمة أنواع قاومت هذا الفناء الكبير ومن بينها نوع الإنسان الذي كان من الناجين، وبلغ بعده لأعلى مراتبه، فظهر الإنسان العاقل وتطور للإنسان الحديث الصانع الماهر والمفكر. وقد ينقرض البشر جتى بسبب الأسباب أعلاه أو بسبب الموت العشوائي أو بسبب التحول الوراثي لجنس آخر أو بسبب فقدان المعلومات الوراثية فجأة أو لأسباب بيئية غير متوقعة كالتعرض للإشعاعات النووية أو زيادة حرارة المناخ العالمي بسبب الدفيئة.

### علم الوراثة والظواهر الديموغرافية
إذا كان التكيف مع زيادة لياقة السكان أبطأ من التدهور البيئي بالإضافة إلى تراكم الطفرات الضارة قليلاً، عندها سينقرض السكان. السكان الأصغر لديهم عدد أقل من الطفرات المفيدة التي تدخل السكان كل جيل، مما يؤدي إلى إبطاء التكيف.
يعتبر النطاق الجغرافي المحدود أهم عامل محدد لانقراض الجنس عند معدلات الخلفية ولكنه يصبح غير ذي صلة بشكل متزايد مع ظهور الانقراض الجماعي. النطاق الجغرافي المحدود هو نتيجة صغر حجم السكان وزيادة التعرض للكوارث البيئية المحلية. يمكن أن تتأثر معدلات الانقراض ليس فقط بحجم السكان، ولكن بأي عامل يؤثر على قابلية التطو، بما في ذلك موازنة الاختيار، والتباين الوراثي الخفي، واللدونة المظهرية، والمتانة. يمنح تجمع الجينات المتنوع أو العميق السكان فرصة أكبر على المدى القصير للنجاة من تغير سلبي في الظروف. الآثار التي تسبب أو تكافئ فقدان التنوع الجيني يمكن أن تزيد من فرص انقراض الأنواع. يمكن للاختناقات السكانية أن تقلل بشكل كبير من التنوع الجيني عن طريق الحد بشدة من عدد الأفراد المتكاثرين وجعل زواج الأقارب أكثر تكرارا.

### التلوث الجيني

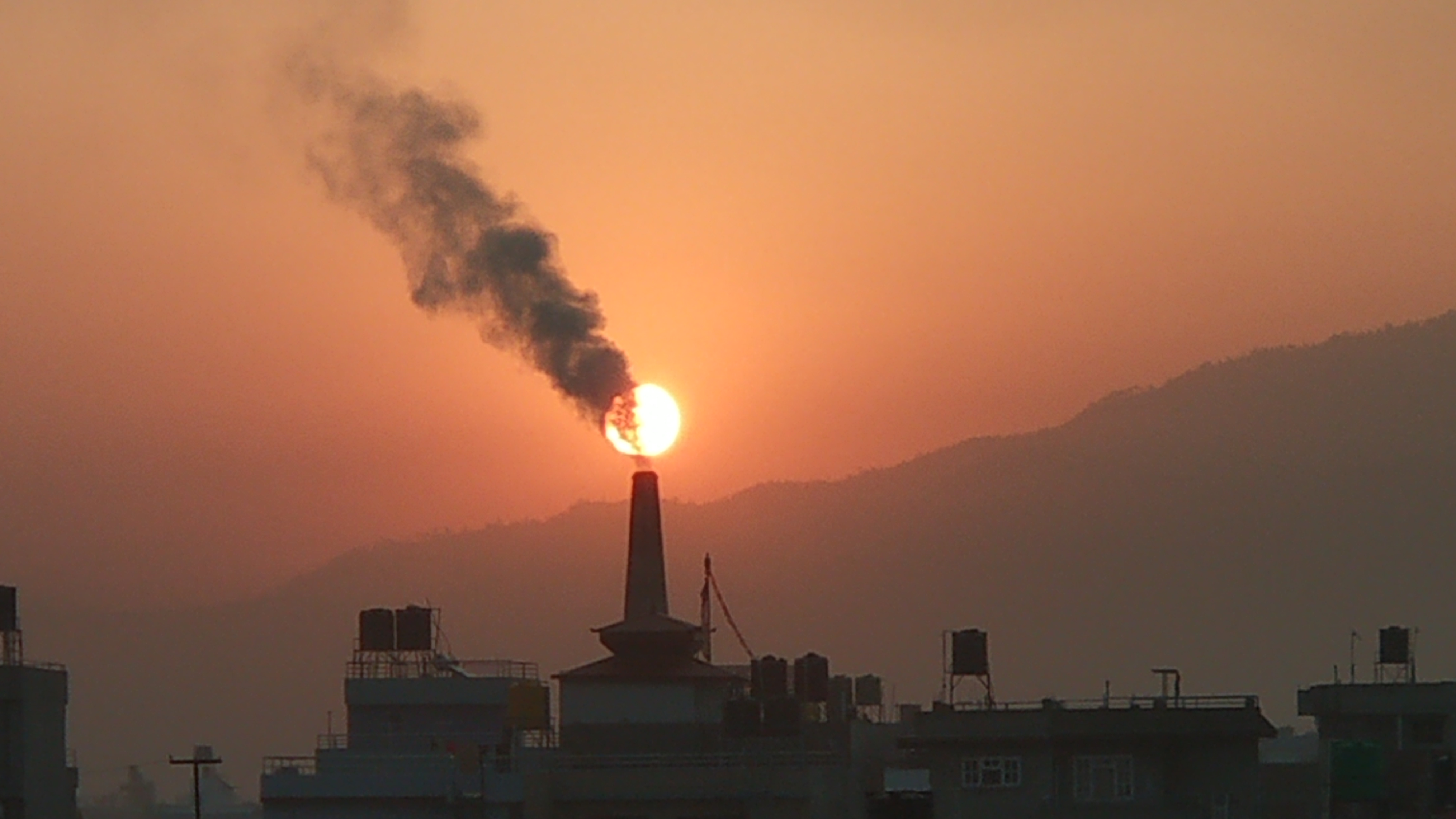
تلوث الهواء من مصانع الطوب في بلدية ماهالاكسمي، لاليتبور نيبال.

يمكن أن يهدد الانقراض الأنواع التي تطورت إلى بيئات معينة من خلال عملية التلوث الجيني - أي التهجين غير المنضبط، والاندماج الجيني الذي يؤدي إلى التجانس أو المنافسة الخارجية من الأنواع المدخلة (أو الهجينة). يمكن أن تواجه المجموعات المتوطنة مثل هذه الانقراضات عندما يتم استيراد مجموعات جديدة أو تربيتها بشكل انتقائي من قبل الناس، أو عندما يؤدي تعديل الموائل إلى اتصال الأنواع المعزولة سابقًا. الانقراض هو الأكثر احتمالا للأنواع النادرة التي تتلامس مع الأنواع الأكثر وفرة؛ يمكن أن يؤدي التزاوج إلى غمر الجينات النادرة وإنشاء أنواع هجينة، مما يؤدي إلى استنفاد تجمع الجينات الأصيلة (على سبيل المثال، جاموس المياه البرية المهددة بالانقراض أكثر عرضة للانقراض بسبب التلوث الوراثي من وفرة جاموس الماء المنزلي). لا تظهر مثل هذه الانقراضات دائمًا من الملاحظات المورفولوجية (غير الوراثية). درجة معينة من تدفق الجينات هي عملية تطورية طبيعية، ومع ذلك، فإن التهجين (مع أو بدون إدخال) يهدد وجود الأنواع النادرة.
تجمع الجينات من نوع أو مجموعة ما هي مجموعة متنوعة من المعلومات الجينية في أعضائها الأحياء. يرتبط تجمع الجينات الكبير (تنوع جيني واسع النطاق) بتجمعات قوية يمكنها الصمود في نوبات الاختيار المكثف. وفي الوقت نفسه، يقلل التنوع الوراثي المنخفض (انظر زواج الأقارب والاختناقات السكانية) من نطاق التكيفات الممكنة. يؤدي استبدال الجينات الأصلية بجينات غريبة إلى تضييق التنوع الجيني داخل السكان الأصليين، وبالتالي زيادة فرصة الانقراض.

### تدهور الموائل

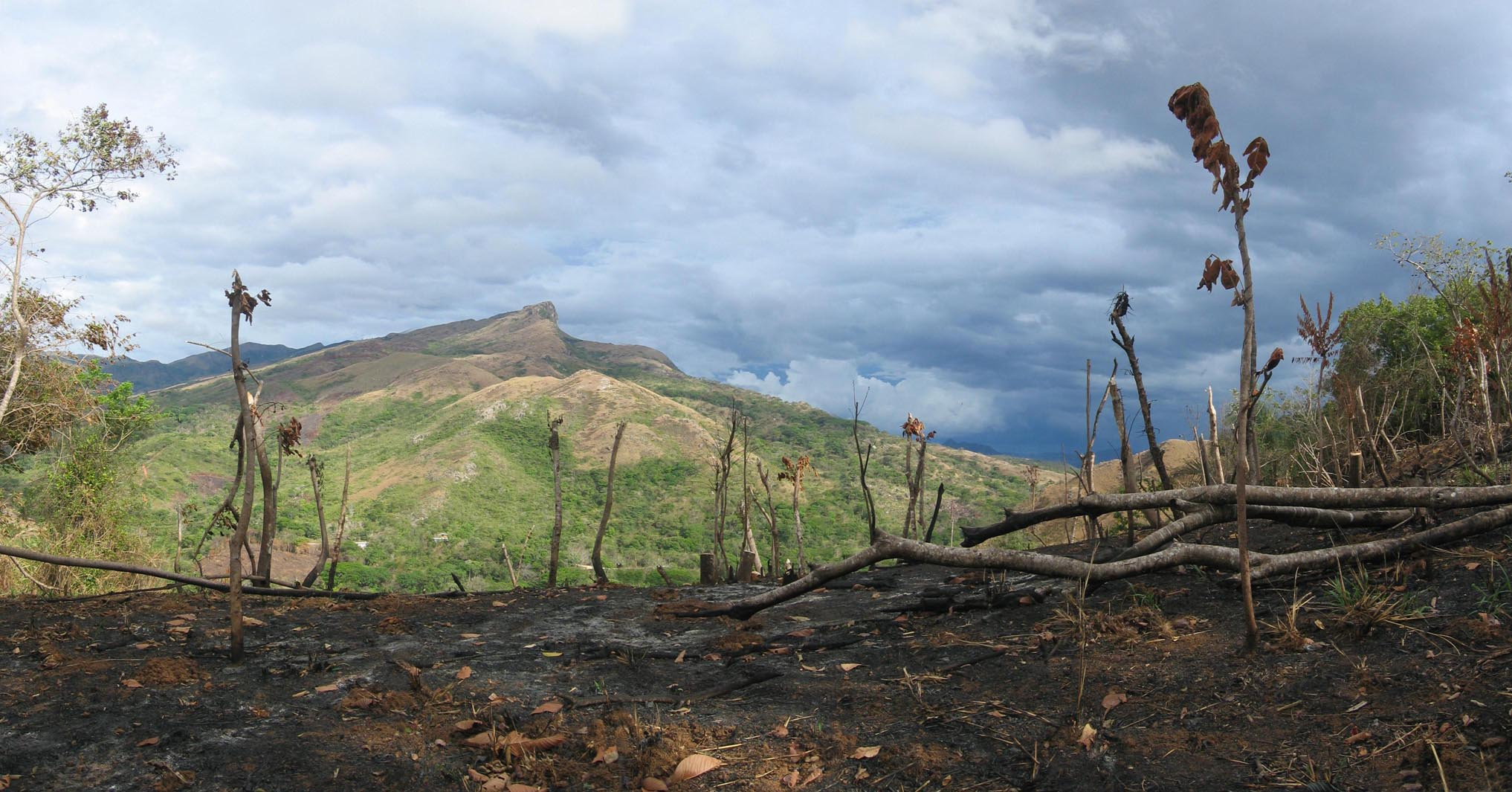
الأراضي المحروقة الناتجة عن الحرق.

يعد تدهور الموائل حاليًا السبب البشري الرئيسي لانقراض الأنواع. السبب الرئيسي لتدهور الموائل في جميع أنحاء العالم هو الزراعة، مع الزحف العمراني وقطع الأشجار والتعدين وبعض ممارسات الصيد. قد يؤدي تدهور موائل الأنواع إلى تغيير مشهد اللياقة البدنية إلى حد أن الأنواع لم تعد قادرة على البقاء على قيد الحياة وتنقرض. قد يحدث هذا من خلال التأثيرات المباشرة، مثل أن تصبح البيئة سامة، أو بشكل غير مباشر، عن طريق الحد من قدرة الأنواع على التنافس بفعالية على الموارد المتناقصة أو ضد الأنواع المنافسة الجديدة.
يمكن أن يؤدي تدهور الموائل من خلال السمية إلى قتل الأنواع بسرعة كبيرة، عن طريق قتل جميع الكائنات الحية من خلال التلوث أو التعقيم. يمكن أن يحدث أيضًا على مدى فترات أطول بمستويات سمية أقل من خلال التأثير على مدى الحياة أو القدرة التناسلية أو القدرة التنافسية. يمكن أن يأخذ تدهور الموائل أيضًا شكل تدمير مادي للموائل المتخصصة. يُستشهد على نطاق واسع بالتدمير الواسع النطاق للغابات الاستوائية المطيرة والاستعاضة عنها بالمراعي المفتوحة كمثال على ذلك؛ القضاء على الغابات الكثيفة قضى على البنية التحتية التي يحتاجها العديد من الأنواع للبقاء على قيد الحياة. على سبيل المثال، السرخس الذي يعتمد على الظل الكثيف للحماية من أشعة الشمس المباشرة لم يعد بإمكانه البقاء على قيد الحياة بدون غابة تحميه. مثال آخر هو تدمير قاع المحيط بواسطة الصيد بشباك الجر في قاع البحار.
غالبًا ما يصاحب تناقص الموارد أو إدخال أنواع منافسة جديدة تدهور الموائل. سمح الاحترار العالمي لبعض الأنواع بتوسيع مداها، مما أدى إلى منافسة غير مرحب بها للأنواع الأخرى التي كانت تشغل تلك المنطقة سابقًا. في بعض الأحيان يكون هؤلاء المنافسون الجدد مفترسين ويؤثرون بشكل مباشر على أنواع الفرائس، بينما في أوقات أخرى قد يتفوقون على الأنواع المعرضة للخطر بسبب الموارد المحدودة. يمكن أيضًا أن تكون الموارد الحيوية بما في ذلك الماء والغذاء محدودة أثناء تدهور الموائل، مما يؤدي إلى الانقراض.

### الافتراس والمنافسة والمرض

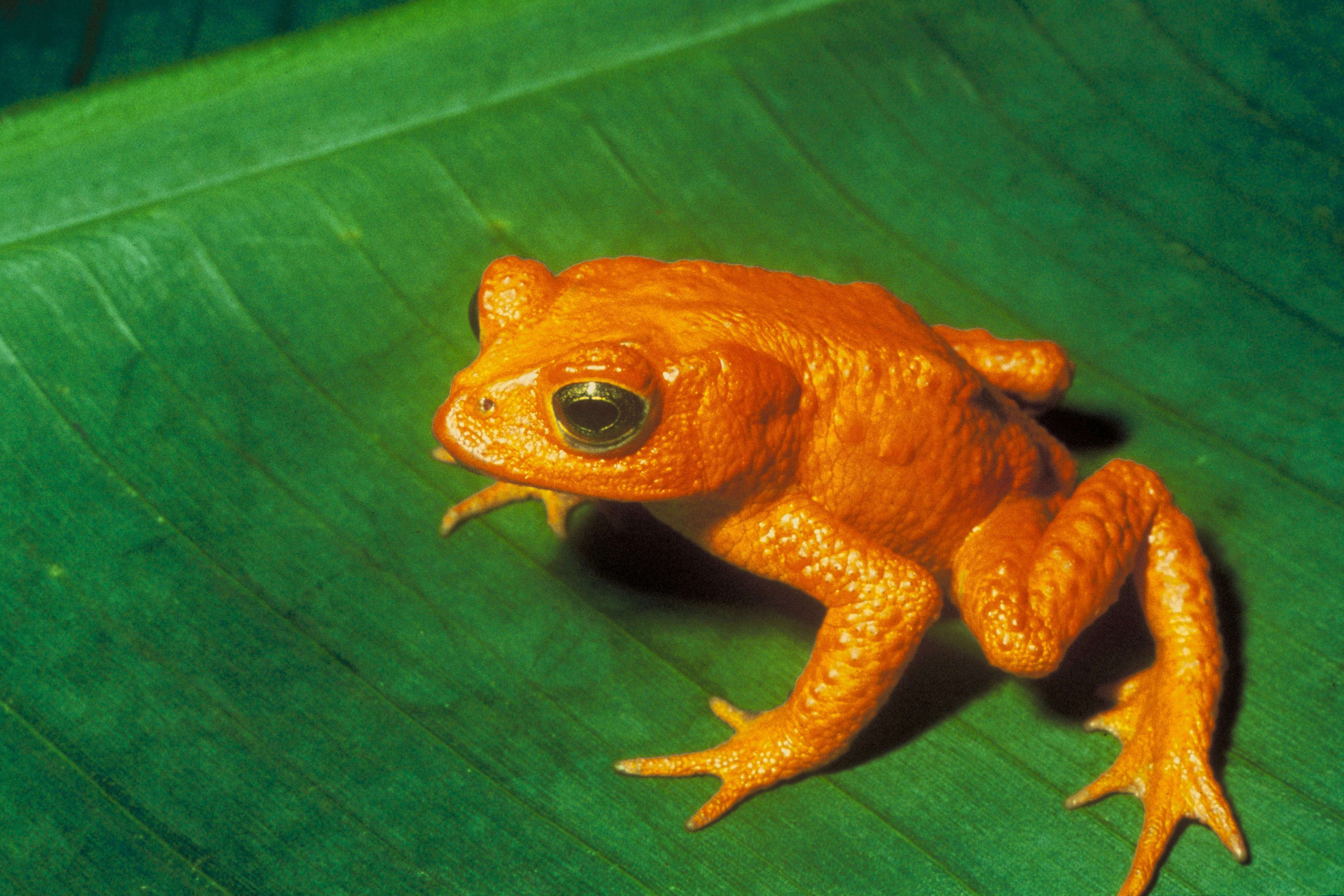
شوهد الضفدع الذهبي آخر مرة في 15 مايو 1989. الانخفاض في أعداد البرمائيات مستمر في جميع أنحاء العالم.

في المسار الطبيعي للأحداث، تنقرض الأنواع لعدد من الأسباب، بما في ذلك على سبيل المثال لا الحصر: انقراض عائل أو فريسة، والتنافس بين الأنواع، وعدم القدرة على التعامل مع الأمراض المتطورة والظروف البيئية المتغيرة (بشكل مفاجئ على وجه الخصوص. التغييرات) التي يمكن أن تعمل على إدخال مفترسات جديدة، أو لإزالة الفريسة. في الآونة الأخيرة في العصر الجيولوجي، أصبح البشر سببًا إضافيًا للانقراض (قد يقول بعض الناس انقراض مبكر لأوانه لبعض الأنواع، إما كمفترس ضخم جديد أو عن طريق نقل الحيوانات والنباتات من جزء من العالم إلى جزء آخر. حدثت مثل هذه الإدخالات منذ آلاف السنين، وأحيانًا عن قصد (مثل الماشية التي أطلقها البحارة على الجزر كمصدر مستقبلي للغذاء) وأحيانًا عن طريق الخطأ (مثل الفئران التي تهرب من القوارب). في معظم الحالات، لا تنجح عمليات الإدخال، ولكن عندما يتم تأسيس نوع غريب غازي، يمكن أن تكون العواقب وخيمة. يمكن أن تؤثر الأنواع الغريبة الغازية على الأنواع المحلية مباشرة عن طريق أكلها، والتنافس معها، وإدخال مسببات الأمراض أو الطفيليات التي تمرضها أو تقتلها؛ أو بشكل غير مباشر عن طريق تدمير أو تدهور موائلها. قد يتصرف البشر أنفسهم كحيوانات مفترسة غازية. وفقًا لـ «فرضية الإفراط في القتل»، الانقراض السريع للحيوانات الضخمة في مناطق مثل أستراليا (40000 سنة قبل الوقت الحاضر)، أمريكا الشمالية والجنوبية (12000 سنة قبل الحاضر)، مدغشقر، هاواي (300-1000 م)، ونيوزيلندا (1300–1500 م)، نتجت عن التقديم المفاجئ للبشر إلى بيئات مليئة بالحيوانات التي لم ترهم من قبل، وبالتالي لم تتكيف تمامًا مع تقنيات الافتراس الخاصة بهم.

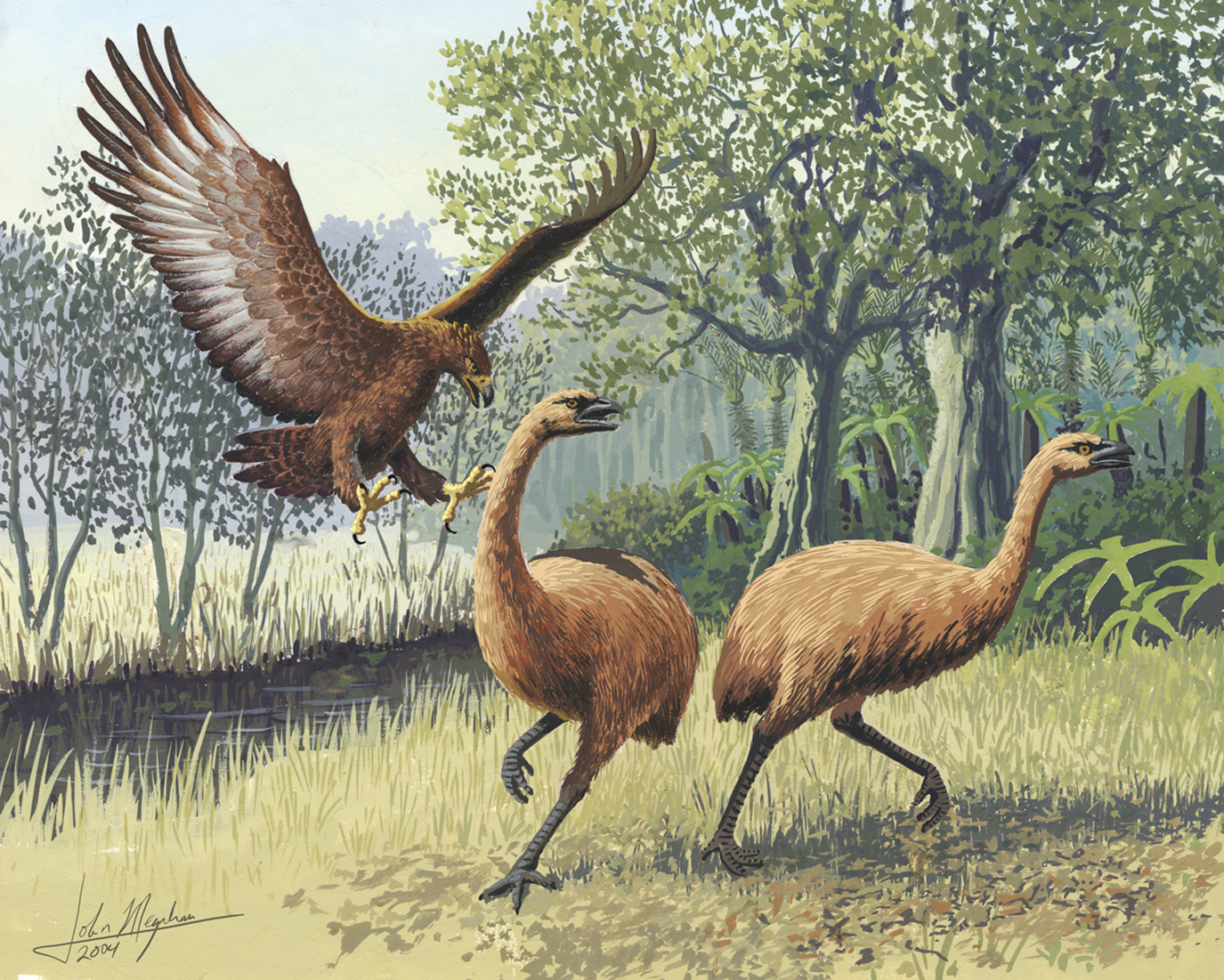
نسر هاست الكبير وموا في نيوزلاندا.

### الانقراض المشترك
يشير الانقراض المشترك إلى فقدان نوع بسبب انقراض نوع آخر؛ على سبيل المثال، انقراض الحشرات الطفيلية بعد فقدان عوائلها. يمكن أن يحدث الانقراض المشترك أيضًا عندما تفقد الأنواع الملقحات، أو عندما تفقد الحيوانات المفترسة في سلسلة غذائية فرائسها. «إن الانقراض المشترك بين الأنواع هو مظهر من مظاهر الترابط بين الكائنات الحية في النظم البيئية المعقدة . في حين أن الانقراض المشترك قد لا يكون أهم سبب لانقراض الأنواع، فهو بالتأكيد سبب خبيث». يعتبر الانقراض المشترك شائعًا بشكل خاص عندما تنقرض الأنواع الأساسية. تشير النماذج إلى أن الانقراض المشترك هو الشكل الأكثر شيوعًا لفقدان التنوع البيولوجي. قد يكون هناك سلسلة من الانقراض المشترك عبر المستويات الغذائية. هذه الآثار هي الأكثر حدة في العلاقات المتبادلة والطفيلية. مثال على الانقراض المشترك هو نسر هاست وموا: كان نسر هاست مفترسًا انقرض بسبب انقراض مصدر طعامه. كانت موا عبارة عن عدة أنواع من الطيور التي لا تطير والتي كانت مصدر غذاء لنسر هاست.

### تغير المناخ
تم تأكيد الانقراض نتيجة لتغير المناخ من خلال الدراسات الأحفورية. على وجه الخصوص، انقراض البرمائيات خلال انهيار الغابات المطيرة الكربونية، قبل 305 مليون سنة. تنبأ استعراض عام 2003 عبر 14 مركزًا لبحوث التنوع البيولوجي أنه بسبب تغير المناخ، فإن 15-37٪ من الأنواع البرية ستكون «ملتزمة بالانقراض» بحلول عام 2050. تشمل المناطق الغنية بيئيًا التي من المحتمل أن تتعرض لأكبر الخسائر منطقة كيب فلوريستيك وحوض الكاريبي. قد تشهد هذه المناطق مضاعفة مستويات ثاني أكسيد الكربون الحالية وارتفاع درجات الحرارة التي يمكن أن تقضي على 56000 نوع من النباتات و3700 نوع من الحيوانات. كما تم العثور على تغير المناخ ليكون عاملاً في فقدان الموائل والتصحر.

## الانقراض الجماعي

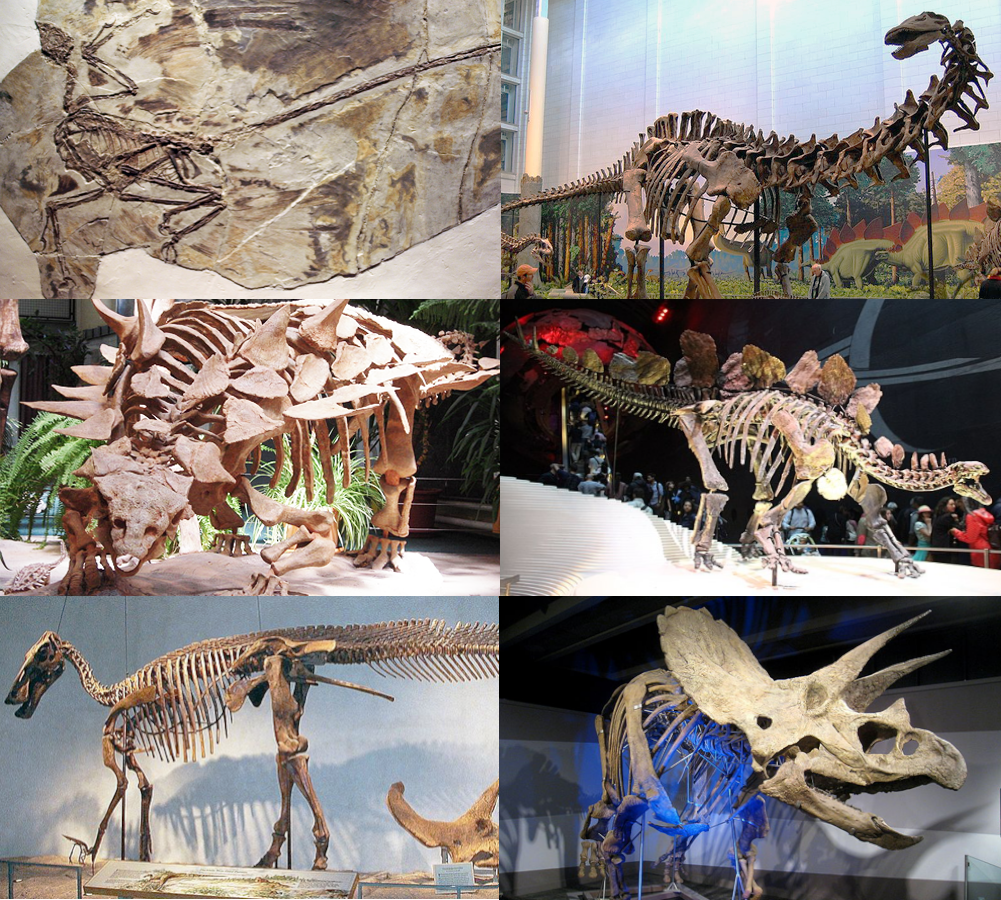
مجموعة من هياكل الديناصورات الأحفورية.

كان هناك ما لا يقل عن خمسة انقراضات جماعية في تاريخ الحياة على الأرض، وأربع حالات في آخر 350 مليون سنة اختفت فيها العديد من الأنواع في فترة زمنية قصيرة نسبيًا من الزمن الجيولوجي. يعتبر الحدث البركاني الهائل، الذي أطلق كميات كبيرة من جزيئات التيفرا في الغلاف الجوي، أحد الأسباب المحتملة «لحدث الانقراض البرمي-الترياسي» منذ حوالي 250 مليون سنة، والذي يقدر أنه قتل 90٪ من الأنواع الموجودة آنذاك. هناك أيضًا أدلة تشير إلى أن هذا الحدث قد سبقه انقراض جماعي آخر، يُعرف باسم انقراض أولسون. حدث الانقراض بين العصر الطباشيري والباليوجيني (K-Pg) منذ 66 مليون عام، في نهاية العصر الطباشيري، واشتهر بأنه قضى على الديناصورات التي لا تطير، من بين العديد من الأنواع الأخرى.

### الانقراضات الحديثة
وفقًا لمسح عام 1998 على 400 عالم أحياء أجراه المتحف الأمريكي للتاريخ الطبيعي في نيويورك، يعتقد 70٪ تقريبًا أن الأرض حاليًا في المراحل الأولى من الانقراض الجماعي الذي يسببه الإنسان، المعروف باسم انقراض الهولوسين. في هذا الاستطلاع، وافقت نفس النسبة من المستجيبين على التنبؤ بأن ما يصل إلى 20 ٪ من جميع السكان الأحياء يمكن أن ينقرضوا في غضون 30 عامًا (بحلول عام 2028). أعلنت طبعة خاصة من مجلة سلينس عام 2014 أن هناك إجماعًا واسع النطاق على قضية انقراض الأنواع الجماعية التي يقودها الإنسان. ذكرت دراسة نشرت عام 2020 في PNAS أن أزمة الانقراض المعاصرة «قد تكون أخطر تهديد بيئي لاستمرار الحضارة، لأنها لا رجعة فيها».
وقدر عالم الأحياء إدوارد أوسبورن ويلسون في عام 2002 أنه إذا استمرت المعدلات الحالية للتدمير البشري للمحيط الحيوي، فإن نصف جميع أنواع النباتات والحيوانات على الأرض سينقرض خلال 100 عام. والأهم من ذلك، أن المعدل الحالي لانقراض الأنواع العالمية يُقدر بما يتراوح بين 100 إلى 1000 مرة من معدلات «الخلفية» (متوسط معدلات الانقراض في النطاق الزمني التطوري لكوكب الأرض)، بينما المعدلات المستقبلية من المرجح أن تكون أعلى بـ 10000 مرة . ومع ذلك، فإن بعض المجموعات تنقرض بشكل أسرع. يؤكد علماء الأحياء بول آر إيرليش وستيوارت بيم، من بين آخرين، أن النمو السكاني والإفراط في الاستهلاك هما المحركان الرئيسيان لأزمة الانقراض الحديثة.
في كانون الثاني (يناير) 2020، صاغت اتفاقية الأمم المتحدة للتنوع البيولوجي خطة للتخفيف من أزمة الانقراض المعاصرة من خلال تحديد موعد نهائي لعام 2030 لحماية 30٪ من أراضي ومحيطات الأرض وتقليل التلوث بنسبة 50٪، بهدف السماح بالاستعادة للنظم البيئية بحلول عام 2050. ذكر تقرير التوقعات العالمية للتنوع البيولوجي لعام 2020 الصادر عن الأمم المتحدة أنه من بين أهداف التنوع البيولوجي العشرين التي حددتها أهداف أيشي للتنوع البيولوجي في عام 2010، تم «تحقيق 6 أهداف فقط» بحلول الموعد النهائي في عام 2020. وحذر التقرير من أن التنوع البيولوجي سيستمر في التدهور إذا لم يتغير الوضع الراهن، ولا سيما «الأنماط غير المستدامة حاليًا للإنتاج والاستهلاك، والنمو السكاني والتطورات التكنولوجية».

## التاريخ من فهم العلم

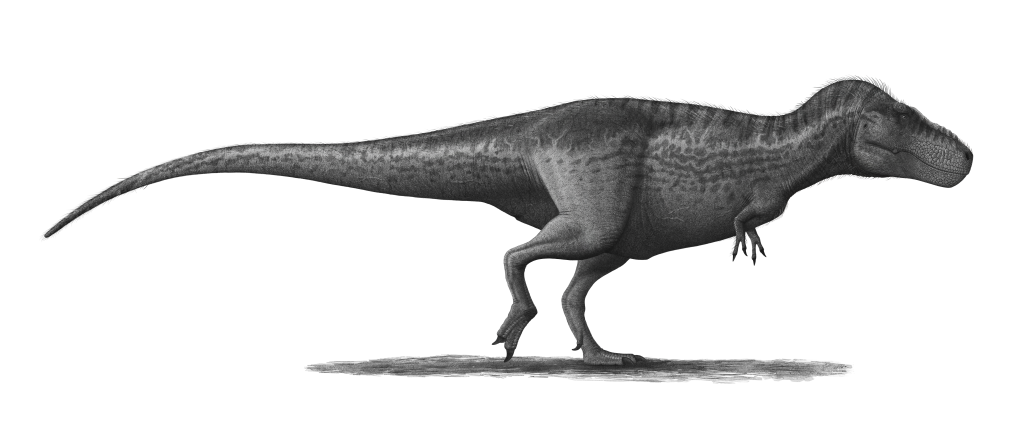
التيرانوصور واحد من العديد من أجناس الديناصورات المنقرضة. إن سبب حدث انقراض العصر الطباشيري-الباليوجيني هو موضوع جدل كبير بين الباحثين.

كان الفهم الحديث للانقراض كنهاية لنوع ما غير متوافق مع النظرة العالمية السائدة علي مدي التاريخ. قبل القرن التاسع عشر، التزم الكثير من المجتمع الغربي بالاعتقاد بأن العالم قد خلقه الله وعلى هذا النحو كان كاملاً وكاملاً. بلغ هذا المفهوم ذروته في القرن الثامن عشر مع ذروة شعبية مفهوم لاهوتي يسمى سلسلة الوجود العظيمة، حيث ترتبط كل الحياة على الأرض، من أصغر الكائنات الحية الدقيقة إلى الله، في سلسلة مستمرة. كان انقراض أحد الأنواع أمرًا مستحيلًا في ظل هذا النموذج، لأنه قد يخلق فجوات أو حلقات مفقودة في السلسلة ويدمر النظام الطبيعي. كان توماس جيفرسون مؤيدًا قويًا لسلسلة الوجود العظيمة ومعارضًا للانقراض، اشتهر بإنكاره لانقراض الماموث الصوفي على أساس أن الطبيعة لا تسمح أبدًا بانقراض جنس من الحيوانات.
تم اكتشاف سلسلة من الأحافير في أواخر القرن السابع عشر والتي لا تشبه أي نوع حي. نتيجة لذلك، شرع المجتمع العلمي في رحلة عقلانية إبداعية، سعياً لفهم ما حدث لهذه الأنواع في إطار لا يفسر الانقراض التام. في أكتوبر 1686، قدم روبرت هوك إلى الجمعية الملكية انطباعًا عن نوتيلوس يبلغ قطره أكثر من قدمين، ومتميزًا شكليًا عن أي نوع حي معروف. افترض هوك أن هذا يرجع ببساطة إلى أن الأنواع تعيش في أعماق المحيط ولم يكتشفها أحد بعد. بينما زعم أنه من الممكن أن «تضيع» الأنواع، كان يعتقد أن هذا غير مرجح إلى حد كبير. وبالمثل، في عام 1695، نشر السير توماس مولينو وصفًا للقرون الهائلة التي تم العثور عليها في أيرلندا والتي لا تنتمي إلى أي أصناف موجودة في تلك المنطقة. استنتج مولينو أنهم أتوا من غزال أمريكا الشمالية وأن هذا الحيوان كان شائعًا في الجزر البريطانية. وبدلاً من الإشارة إلى أن هذا يشير إلى احتمال انقراض الأنواع، فقد جادل بأنه على الرغم من أن الكائنات الحية يمكن أن تنقرض محليًا، إلا أنه لا يمكن فقدها تمامًا وستظل موجودة في بعض المناطق غير المعروفة من الكرة الأرضية. تم التأكد لاحقًا من أن القرون كانت من الغزلان المنقرضة ميجالوسيروس. كان من الصعب دحض خط تفكير هوك ومولينو. عندما لم يتم فحص أجزاء من العالم ورسمها بدقة، لم يستطع العلماء استبعاد أن الحيوانات الموجودة فقط في السجل الأحفوري لم تكن ببساطة «مختبئة» في مناطق غير مستكشفة من الأرض.

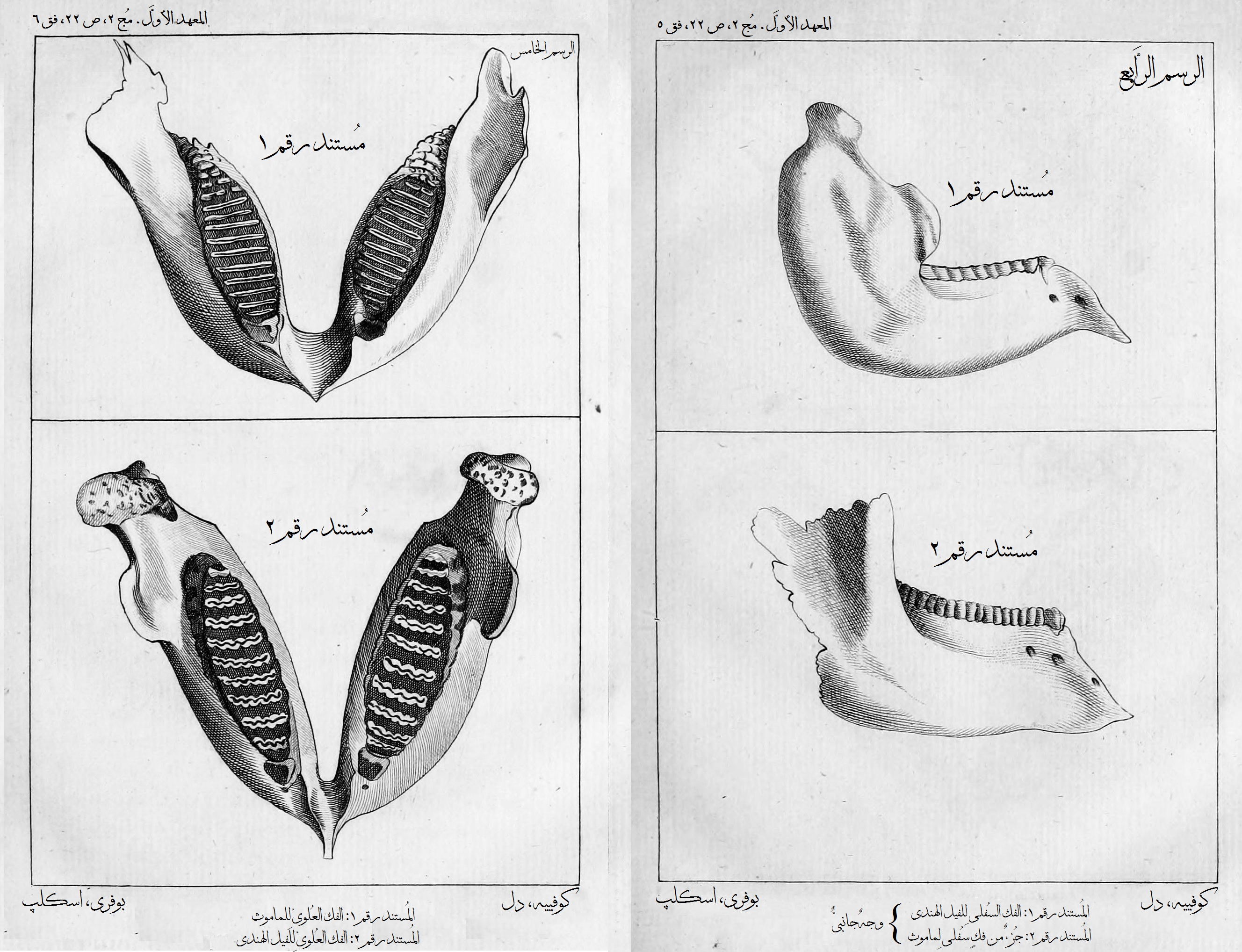
قارن جورج كوفيه فكي الماموث الأحفوري بفك الأفيال الحية وانتهي به الأمر أنها تختلف عن أي نوع حي معروف.

يعود الفضل إلى جورج كوفييه في تأسيس المفهوم الحديث للانقراض في محاضرة ألقاها عام 1796 في المعهد الفرنسي، على الرغم من أنه أمضى معظم حياته المهنية في محاولة إقناع المجتمع العلمي الأوسع بنظريته. كان كوفييه جيولوجيًا ذائع الصيت، وقد أشاد بقدرته على إعادة بناء تشريح نوع غير معروف من أجزاء قليلة من العظام. جاء دليله الأساسي على الانقراض من جماجم الماموث التي عثر عليها في حوض باريس. أدرك كوفييه أنها تختلف عن أي نوع حي معروف من الأفيال، وجادل بأنه من غير المحتمل جدًا أن يتم اكتشاف مثل هذا الحيوان الضخم. في عام 1812، قام كوفييه، جنبًا إلى جنب مع ألكسندر برونجنيارت وجيفروي سانت هيلير، برسم خرائط طبقات حوض باريس. لقد رأوا رواسب مياه مالحة ومياه عذبة متناوبة، بالإضافة إلى أنماط ظهور واختفاء الأحافير في جميع أنحاء السجل.
استنتج كوفييه من هذه الأنماط الدورات التاريخية للفيضانات الكارثية، والانقراض، وإعادة توطين الأرض بأنواع جديدة.أظهرت الأدلة الأحفورية لكوفييه وجود أشكال مختلفة جدًا من الحياة في الماضي عن تلك الموجودة اليوم، وهي حقيقة قبلها معظم العلماء. ركز النقاش الأساسي على ما إذا كان هذا الدوران الناجم عن الانقراض تدريجيًا أو مفاجئًا في طبيعته. أدرك كوفييه أن الانقراض هو نتيجة الأحداث الكارثية التي قضت على أعداد هائلة من الأنواع، في مقابل التدهور التدريجي للأنواع بمرور الوقت. حشدت نظرته الكارثية لطبيعة الانقراض له العديد من المعارضين في مدرسة التوحيد الناشئة حديثًا.
رأى جان بابتيست لامارك، وزميل كوفييه، الحفريات لأشكال الحياة المختلفة كدليل على الطابع المتغير للأنواع. على الرغم من أن لامارك لم ينكر إمكانية الانقراض، إلا أنه يعتقد أنه أمر استثنائي ونادر وأن معظم التغيير في الأنواع بمرور الوقت كان بسبب التغيير التدريجي. على عكس كوفييه، كان لامارك متشككًا في إمكانية وقوع أحداث كارثية على نطاق واسع بما يكفي للتسبب في الانقراض التام. في تاريخه الجيولوجي للأرض بعنوان هيدروجولوجيا، جادل لامارك بدلاً من ذلك بأن سطح الأرض قد تم تشكيله بالتعرية التدريجية والترسب بواسطة الماء، وأن هذه الأنواع تغيرت بمرور الوقت استجابةً للبيئة المتغيرة.
يعتقد تشارلز ليل، الجيولوجي الشهير ومؤسس نظام التوحيد، أن العمليات السابقة يجب أن تُفهم باستخدام العمليات الحالية. مثل لامارك، أقر ليل بأن الانقراض يمكن أن يحدث، مشيرًا إلى الانقراض التام لطائر الدودو واستئصال الخيول الأصلية للجزر البريطانية. وبالمثل جادل ضد الانقراضات الجماعية، معتقدًا أن أي انقراض يجب أن يكون عملية تدريجية. أظهر ليل أيضًا أن تفسير كوفييه الأصلي للطبقات الباريسية كان غير صحيح. بدلاً من الفيضانات الكارثية التي استنتجها كوفييه، أوضح ليل أن أنماط المياه المالحة ورواسب المياه العذبة، مثل تلك التي شوهدت في حوض باريس، يمكن أن تتشكل من الارتفاع البطيء وانخفاض مستويات سطح البحر.
كان مفهوم الانقراض جزءًا لا يتجزأ من كتاب تشارلز داروين حول أصل الأنواع، مع اختفاء الأنساب الأقل ملاءمة بمرور الوقت. بالنسبة لداروين، كان الانقراض من الآثار الجانبية المستمرة للمنافسة. بسبب الانتشار الواسع حول أصل الأنواع، كان من المقبول على نطاق واسع أن الانقراض قد حدث بشكل تدريجي ومتساو (وهو مفهوم يشار إليه الآن باسم الانقراض في الخلفية). لم يكن الأمر كذلك حتى عام 1982، عندما نشر ديفيد راوب وجاك سيبكوسكي ورقتهما الأساسية حول الانقراض الجماعي، حيث تم إثبات صحة كوفير وتم قبول الانقراض الكارثي كآلية مهمة. الفهم الحالي للانقراض هو توليفة من أحداث الانقراض الكارثي التي اقترحها كوفييه، وأحداث الانقراض الخلفية التي اقترحها ليل وداروين.

## تصرفات واهتمامات البشر
يعد الانقراض موضوعًا بحثيًا مهمًا في مجال علم الحيوان، وعلم الأحياء بشكل عام، وقد أصبح أيضًا مجالًا للقلق خارج المجتمع العلمي. تم إنشاء عدد من المنظمات، مثل الصندوق العالمي للطبيعة، بهدف الحفاظ على الأنواع من الانقراض. حاولت الحكومات، من خلال سن القوانين، تجنب تدمير الموائل، والإفراط في الحصاد الزراعي، والتلوث. في حين أن العديد من حالات الانقراض التي يسببها الإنسان كانت عرضية، فقد شارك البشر أيضًا في التدمير المتعمد لبعض الأنواع، مثل الفيروسات الخطرة، وتم اقتراح التدمير الكامل للأنواع الأخرى التي تسبب مشاكل. تم دفع الأنواع الأخرى عمدا إلى الانقراض، أو ما يقرب من ذلك، بسبب الصيد الجائر أو لأنها كانت «غير مرغوب فيها»، أو للضغط من أجل أجندات بشرية أخرى. أحد الأمثلة على ذلك هو الانقراض الوشيك لثور البيسون الأمريكي، والذي تم القضاء عليه تقريبًا بسبب عمليات الصيد الجماعي التي أقرتها حكومة الولايات المتحدة، لإجبار الأمريكيين الأصليين على التخلص، الذين اعتمد الكثير منهم على البيسون في الغذاء.
يذكر عالم الأحياء بروس والش ثلاثة أسباب للاهتمام العلمي بالحفاظ على الأنواع: الموارد الوراثية، واستقرار النظام البيئي، والأخلاق. واليوم المجتمع العلمي «يؤكد على أهمية» الحفاظ على التنوع البيولوجي.
في العصر الحديث، غالبًا ما يتعين على المصالح التجارية والصناعية أن تتعامل مع تأثيرات الإنتاج على الحياة النباتية والحيوانية. ومع ذلك، فإن بعض التقنيات التي لها تأثيرات ضارة قليلة أو معدومة على الإنسان العاقل يمكن أن تكون مدمرة للحياة البرية (على سبيل المثال، دي دي تي). يلاحظ عالم الجغرافيا الحيوية جاريد دايموند أنه في حين أن الشركات الكبرى قد تصف الاهتمامات البيئية بأنها «مبالغ فيها»، وتسبب في كثير من الأحيان «ضررًا مدمرًا»، تجد بعض الشركات أنه من مصلحتها تبني ممارسات حفظ جيدة، وحتى الانخراط في جهود الحفظ التي تتجاوز تلك التي اتخذتها الحدائق.
ترى الحكومات أحيانًا أن فقدان الأنواع المحلية يمثل خسارة للسياحة البيئية، ويمكن أن تسن قوانين مع عقوبات شديدة ضد التجارة في الأنواع المحلية في محاولة لمنع الانقراض في البرية. يتم إنشاء المحميات الطبيعية من قبل الحكومات كوسيلة لتوفير الموائل المستمرة للأنواع المزدحمة بالتوسع البشري. أسفرت اتفاقية التنوع البيولوجي لعام 1992 عن برامج خطة عمل التنوع البيولوجي الدولية، والتي تحاول توفير مبادئ توجيهية شاملة لحفظ التنوع البيولوجي الحكومي. تعمل مجموعات الدعوة، مثل مشروع وايلد لاندس والتحالف من أجل الوصول إلي الإنقراض الصفري، لتثقيف الجمهور والضغط على الحكومات لاتخاذ إجراءات. يمكن أن يعتمد الأشخاص الذين يعيشون بالقرب من الطبيعة على بقاء جميع الأنواع في بيئتهم، مما يجعلهم معرضين بشدة لمخاطر الانقراض. ومع ذلك، يعطي الناس الأولوية للبقاء على قيد الحياة اليومية على حفظ الأنواع؛ مع الزيادة السكانية البشرية في البلدان النامية الاستوائية، كان هناك ضغط هائل على الغابات بسبب زراعة الكفاف، بما في ذلك تقنيات القطع والحرق الزراعية التي يمكن أن تقلل موائل الأنواع المهددة بالانقراض.
يمكن أن يعتمد الأشخاص الذين يعيشون بالقرب من الطبيعة على بقاء جميع الأنواع في بيئتهم، مما يجعلهم معرضين بشدة لمخاطر الانقراض. ومع ذلك، يعطي الناس الأولوية للبقاء على قيد الحياة اليومية على حفظ الأنواع؛ مع الزيادة السكانية البشرية في البلدان النامية الاستوائية، كان هناك ضغط هائل على الغابات بسبب زراعة الكفاف، بما في ذلك تقنيات القطع والحرق الزراعية التي يمكن أن تقلل موائل الأنواع المهددة بالانقراض.
يخلص الفيلسوف ديفيد بيناتار إلى أن أي قلق شعبي بشأن انقراض الأنواع غير البشرية ينشأ عادةً من القلق بشأن كيفية تأثير فقدان نوع ما على رغبات واحتياجات الإنسان، «سنعيش في عالم فقير بفقدان جانب واحد من التنوع الحيواني، الذي لن نتمكن بعد الآن من مشاهدة أو استخدام هذا النوع من الحيوانات». ويلاحظ أن المخاوف النموذجية بشأن الانقراض البشري المحتمل، مثل فقدان الأفراد، لا يتم أخذها في الاعتبار فيما يتعلق بانقراض الأنواع غير البشرية.

## أمثلة عن حيوانات ونباتات انقرضت
- الديناصور
- طائر الدودو
- المطامير
- الدب الأطلسي
- ليموراوات قديمة
- الأوك العظيم
- الأرخص
- غزال سعودي
- ماموث
- نمر تسماني
- نياندرتال
- نمر سيفي
- بهضم
- كواجا
- عظمية دانكل
- ميجالودون